# Tadschikistan
Tadschikistan [taˈd͜ʒiːkɪsta[ː]n] (tadschikisch Тоҷикистон Todschikiston, amtliche Vollform Republik Tadschikistan, tadschikisch Ҷумҳурии Тоҷикистон Dschumhurii Todschikiston) ist ein 143.100 km² großer, autoritär regierter Binnenstaat in Zentralasien mit 10,8 Millionen Einwohnern. Er grenzt im Norden an Kirgisistan, im Osten an China, im Süden an Afghanistan und im Westen an Usbekistan. Hauptstadt und mit rund 1,2 Millionen Einwohnern größte Stadt ist Duschanbe. Weitere wichtige Städte der ehemaligen Sowjetrepublik sind Chudschand, Kulob und Bochtar.

## Geographie

### Landschaft
Tadschikistan ist ein Hochgebirgsland, das an Usbekistan, Kirgisistan, die Volksrepublik China und Afghanistan grenzt. Mehr als zwei Drittel der Fläche sind Hochgebirge. Fast die Hälfte des Staatsgebietes liegt auf einer Höhe von 3000 m und höher. Der Osten des Landes wird vom Pamir-Gebirge und dem größten Teil des Pamir-Hochlandes geprägt. Dort befindet sich auch der höchste Berg des Landes, der 7495 m hohe Pik Ismoil Somoni (früher Pik Kommunismus). Im Norden des Landes erstreckt sich das Alaigebirge. Südlich der Serafschankette liegt im Westen das Fan-Gebirge. Nur im äußersten Norden besitzt Tadschikistan mit einem Teil des Ferghanatals Tiefland, das durch den größten Fluss des Landes, den Syrdarja, bewässert wird und intensiv ackerbaulich genutzt werden kann. Im größten Teil des Landes ist wegen der Höhenlage und des Reliefs nur extensive Tierhaltung möglich. Der größte See ist der Karakul (380 km²) im Osten des Landes; weitere große Seen sind der Saressee (≈ 80 km²) und der Zorkulsee (38,9 km²). Der größte Stausee ist der Kairakkum-Stausee (520 km²) am Syrdarja. Insgesamt verfügt Tadschikistan über mehr als 60 Prozent der zentralasiatischen Wasserressourcen in fester und flüssiger Form.

### Klima
Tadschikistan befindet sich in der trockenen subtropischen Klimazone. Das Klima ist extrem kontinental mit kalten Wintern und heißen Sommern. Außer in den Tal- und Beckenländern, wo ein subtropisches feuchtes Klima herrscht, werden in den Sommermonaten Temperaturen von bis zu 45 °C erreicht. Es bestehen große Temperaturunterschiede zwischen den tiefer und den höher gelegenen Regionen des Landes. Die Jahresniederschlagsmengen sind relativ niedrig, so dass Steppenvegetation vorherrscht. Im Ferghanabecken beträgt die Niederschlagsmenge nur 140 mm im Jahr. Die Südhänge des Hissargebirges sind mit 1700 mm im Jahr dagegen sehr niederschlagsreich.

### Städte
Im Jahr 2023 lebten 28 Prozent der Einwohner Tadschikistans in Städten. Die sechs größten Städte (2016):
1. Duschanbe 1.201.800 Einwohner
2. Chudschand 175.400 Einwohner
3. Bochtar 105.400 Einwohner
4. Kulob (russisch Kuljab) 102.400 Einwohner
5. Istarawschan (russisch Ura-Tjube) 61.200 Einwohner
6. Tursunsoda 52.800 Einwohner

## Bevölkerung

### Demografie

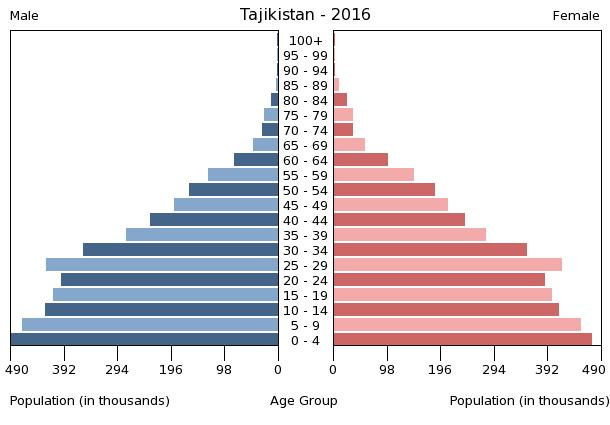
Bevölkerungspyramide Tadschikistan 2016

Tadschikistan hatte 2023 10,1 Millionen Einwohner. Das jährliche Bevölkerungswachstum betrug + 1,9 %. Zum Bevölkerungswachstum trug ein Geburtenüberschuss (Geburtenziffer: 26,0 pro 1000 Einwohner vs. Sterbeziffer: 4,7 pro 1000 Einwohner) bei. Die Anzahl der Geburten pro Frau lag 2022 statistisch bei 3,1, die der Region Europa und Zentralasien betrug 1,8. Die Lebenserwartung der Einwohner Tadschikistans ab der Geburt lag 2022 bei 71,3 Jahren. Der Median des Alters der Bevölkerung lag im Jahr 2021 bei 21,5 Jahren. Im Jahr 2023 waren 36,1 Prozent der Bevölkerung unter 15 Jahre, während der Anteil der über 64-Jährigen 3,6 Prozent der Bevölkerung betrug. Tadschikistan hat eine der jüngsten und am schnellsten wachsenden Bevölkerungen in Asien.
| Jahr | Einwohnerzahl | Jahr | Einwohnerzahl |
| ---- | ------------- | ---- | ------------- |
| 1950 | 1.532.000     | 1990 | 5.284.000     |
| 1960 | 2.087.000     | 2000 | 6.216.000     |
| 1970 | 2.930.000     | 2010 | 7.642.000     |
| 1980 | 3.905.000     | 2020 | 9.543.000     |

### Bevölkerungsstruktur
Mit 84,3 % Bevölkerungsanteil (2010) bilden die Tadschiken, ein iranisches Volk, die Mehrheit. Etwa 13,8 % der Bevölkerung sind Usbeken und etwa 0,8 % Kirgisen. Weitere Minderheiten sind Russen (0,5 %), Tataren, Ukrainer, Deutsche, Koreaner und andere. Nach seinem Austritt aus der Sowjetunion und im Verlauf des anschließenden Bürgerkriegs haben viele Nicht-Tadschiken das Land verlassen. Lebten 1989 noch fast 400.000 Russen in Tadschikistan, so waren es 2005 noch knapp 140.000. Viele Bucharische Juden und Aschkenasen (1989 noch etwa 15.000 Menschen) verließen das Land, so dass sich die Gesamtzahl der Juden Tadschikistans auf rund 1000 reduzierte. Ein Teil der Auswanderer wurde 1992 in einer von der Allgemeinheit kaum beachteten so genannten Luftbrücke nach Israel ausgeflogen. Der Anteil der Tadschiken stieg von 62 % im Jahr 1989 auf fast 80 % im Jahr 2000.
In Tadschikistan lebt auch heute noch eine kleine Minderheit von Deutschstämmigen. Ihre Zahl ist jedoch stark zurückgegangen, insbesondere nach dem Zerfall der Sowjetunion. Sie sank von 39.000 Menschen im Jahr 1979 auf ca. 1.700 Menschen im Jahr 2006.
Heute gehören deutschstämmige Menschen zur ärmsten Bevölkerungsschicht in Tadschikistan. Sie leben inzwischen weniger in eigenen Dörfern (zum Beispiel Thälmann, nach Ernst Thälmann) in der Provinz Chatlon als vielmehr in der Hauptstadt Duschanbe. Ehemalige deutsche Siedlungen wie die in den 1940er Jahren von Deutschen in der Provinz Sughd gegründete Stadt Istiqlol werden heute von Tadschiken bewohnt. Die deutsch-tadschikische Stiftung „Wiedergeburt“ hat den Erhalt von deutschen Gotteshäusern und Friedhöfen zum Ziel. Vor einigen Jahren veranstaltete die deutsche Botschaft in Duschanbe eine Weihnachtsfeier für die deutschstämmige Bevölkerung.

### Religionen
Die Kultur ist islamisch geprägt. Die Einwohner Tadschikistans sind zu über 90 % Anhänger des Islam, vorwiegend sunnitisch. Lediglich im Osten gibt es einige Anhänger des schiitischen Islam, vor allem Ismailiten. Daneben leben auch ungefähr 230.000 (3,1 %) Christen im Land (Russisch-Orthodoxe, Evangeliumschristen-Baptisten, Tadschikische Katholiken, Siebenten-Tags-Adventisten, Koreanische Protestanten, Tadschikische Lutheraner sowie Zeugen Jehovas). Die Siebenten-Tags-Adventisten und vor allem die Baptisten zeichnen sich durch beständige Missionierung und durch Katastrophenhilfen aus. Außerdem leben in Tadschikistan noch Bahais, Zoroastrier, Anhänger von Hare Krishna und Juden (0,014 %), darunter vor allem Bucharische Juden.
Dass oppositionelle Islamisten die Errichtung eines islamischen Gottesstaates anstreben, dient der Regierung als Vorwand, um seit 2007 Moscheen zu schließen. Im selben Jahr verbot das Kulturministerium die Zeugen Jehovas wegen deren Wehrdienstverweigerung (es gibt in Tadschikistan keinen zivilen Ersatzdienst) und ihrer öffentlichen Missionstätigkeit.
2009 trat ein neues restriktives Religionsgesetz in Kraft. Gemäß diesem „Gesetz über die Gewissensfreiheit und religiöse Vereinigungen“ ist jede religiöse Betätigung ohne staatliche Registrierung verboten. Alle bestehenden Religionsgemeinschaften mussten um neue Registrierung ansuchen. Mangels erfolgter Registrierung ist derzeit die Tätigkeit zahlreicher Moscheen, der einzigen Synagoge des Landes und einiger protestantischer Gruppen wie der Baptisten verboten; Gotteshäuser wurden vom Staat konfisziert.
2011 wurde ein neues Gesetz beschlossen, das Minderjährigen jegliche Teilnahme an Gottesdiensten, religiösen Veranstaltungen und Religionsunterricht nichtregistrierter Glaubensgemeinschaften verbietet. Eltern, die ihren Kindern trotzdem religiöse Werte und Überzeugungen zu vermitteln versuchen, werden mit mehrjährigen Haftstrafen bedroht.

### Sprache
Vor allem in den Städten werden zwei oder mehr Sprachen gesprochen. Die primäre Amtssprache in Tadschikistan ist das Tadschikische, das als Dialekt der persischen Sprache klassifiziert wird. Die offizielle Bezeichnung lautet „Tādschīkī“ (Tadschikisch); umgangssprachlich wird auch die Bezeichnung „Fārsī“ (Persisch) verwendet. Das Tadschikische entspricht weitgehend dem in arabisch-persischer Schrift geschriebenen Dari der Tadschiken in Afghanistan. Im Unterschied zu der in Iran und Afghanistan verwendeten Standardvarietät verwendet das Tadschikische infolge der atheistisch geprägten sowjetischen Assimilationspolitik seit den 1920er Jahren die kyrillische Schrift, die die Bevölkerung von persisch-arabischen islamischen Einflüssen entfremden sollte.
Eine weitere wichtige Umgangssprache ist Russisch, das in Tadschikistan als Sprache der internationalen Politik und Wirtschaft dient und Pflichtfach an vielen Schulen ist. Im Jahr 2011 erhielt Russisch wieder eine offizielle Stellung: Es wurde in der tadschikischen Verfassung offiziell als Sprache der „interethnischen Kommunikation“ festgelegt. 25 % der Einwohner sprechen fließend Russisch, 60 % mäßig und 15 % kaum oder gar nicht. Eine gewisse Rolle spielt daneben aufgrund der starken usbekischen Minderheit im Land die usbekische Sprache. In den Seitentälern des Pandsch und dem Pamir haben noch viele kleine iranische Sprachen, zum Beispiel Jaghnobi, überlebt.
Die Zahl der Sprecher anderer Fremdsprachen (Deutsch, Türkisch, Französisch und Englisch) ist mit 1,5 bis 2 % sehr gering.

### Bildung
Öffentliche Bildungsausgaben lagen im Zeitraum 2002–2005 bei 3,5 % des Bruttoinlandsprodukts. Tadschikistan hat mehrere Universitäten; am bekanntesten ist die Tadschikische Nationaluniversität.

### Gesundheit
Die Gesundheitsausgaben des Landes betrugen im Jahr 2021 8,0 % des Bruttoinlandsprodukts. Im Jahr 2020 praktizierten in Tadschikistan 21,2 Ärztinnen und Ärzte je 10.000 Einwohner. Die Sterblichkeit bei unter 5-Jährigen betrug 2022 30,3 pro 1000 Lebendgeburten.
Ärzte haben oft kaum ein Einkommen und gehen teils Nebenerwerben nach. Die Konsultation bei einem Dorfarzt in Tadschikistan ist im Prinzip zwar kostenlos, diese beinhaltet jedoch keinerlei Arzneimittel oder weitergehende Untersuchungen, welche sich die Bewohner oft nicht leisten können. Die Infrastruktur entsprach im Jahr 2017 gemäß einem Schweizer Helfer jener in der Schweiz vor über 100 Jahren.
Die Lebenserwartung der Einwohner Tadschikistans ab der Geburt lag 2022 bei 71,3 Jahren (Frauen: 73,5, Männer: 69,2). Die Lebenserwartung stieg von 63,3 Jahren im Jahr 2000 bis 2022 um 13 %.

## Geschichte

Flagge der Tadschikischen SSR (1929–1991)

Das Gebiet des heutigen Tadschikistan war bereits seit dem Pleistozän besiedelt. Ein bedeutender Nachweis findet sich mit dem Löss-Paläolithikum am Obi-Mazar im Süden des Landes, das einen Zeitraum von vor 600.000 bis vor 100.000 Jahren abdeckt.
Für den Übergang von der Jungsteinzeit zur Bronzezeit und vom Nomadentum zu einer sesshaften Ackerbaukultur steht in Tadschikistan beispielhaft die proto-urbane Siedlung Sarasm, die von etwa 3500 v. Chr. bis 2000 v. Chr. existierte. In dieser Zeit entwickelte sich Sarasm zu einem der größten Zentren für die Verarbeitung von Zinn und Kupfer in Zentralasien und für den Fernhandel mit Metallen bis nach Mesopotamien und ins Indus-Tal.
Ab dem 6. Jahrhundert v. Chr. war das Gebiet Tadschikistans abwechselnd unter der Herrschaft der Perser und Saken, ab etwa 330 v. Chr. gehörte es zum Reich Alexanders des Großen. Im 8. Jahrhundert erreichte der Islam die Region. Während des Mittelalters gehörte Tadschikistan zum Kaiserreich Persien. 1868 wurde Tadschikistan Kolonie Russlands, 1924 entstand die der Usbekischen SSR unterstellte Tadschikische ASSR, die 1929 – erweitert um die Region um Chudschand – zur Tadschikischen Sozialistischen Sowjetrepublik erhoben wurde. 1924, unter sowjetischer Verwaltung, wurde das aktive und passive Frauenwahlrecht eingeführt.
1991 erklärte sich Tadschikistan für unabhängig. Das Frauenwahlrecht wurde bestätigt. Der Staat versank sofort im Tadschikischen Bürgerkrieg zwischen islamischen Fundamentalisten und der Regierung von Emomalij Rahmonow. Der Bürgerkrieg endete mit einer Regierungsbeteiligung der Fundamentalisten.
Zur Beilegung über Jahrhunderte andauernder Grenzstreitigkeiten mit China hat das tadschikische Parlament nach zwölf Jahren Verhandlungen am 12. Januar 2011 ein Gesetz zur Übergabe von 1100 km² unbewohntem Hochland im Pamir an das östliche Nachbarland ratifiziert. Dadurch soll die Stabilität und Sicherheit des Landes gewährleistet bleiben.
Nach dem Terroranschlag am 11. September 2001 in den USA wurden US-Truppen in Chorugh und Duschanbe sowie Soldaten Frankreichs in Duschanbe stationiert. Trotzdem spielt Russland nach wie vor durch seine Truppenpräsenz die Rolle einer wichtigen Ordnungsmacht der Region (die Grenzsicherung nach Afghanistan erfolgte bis zum Sommer 2005 durch russische Truppen).
Ende Oktober 2016 begann die tadschikische Regierung mit der Umsetzung des noch aus der Sowjetzeit stammenden weltweit größten Staudamm-Projekts am Fluss Wachsch, um mit einem Wasserkraftwerk die Energieknappheit des Landes zu lindern. Die Bauarbeiten am Rogun-Staudamm sollen Ende 2018 abgeschlossen werden. Das Vorhaben führte zu Verstimmungen insbesondere mit dem benachbarten Usbekistan, das ebenfalls unter Wasserknappheit leidet.

## Politik

### Politisches System

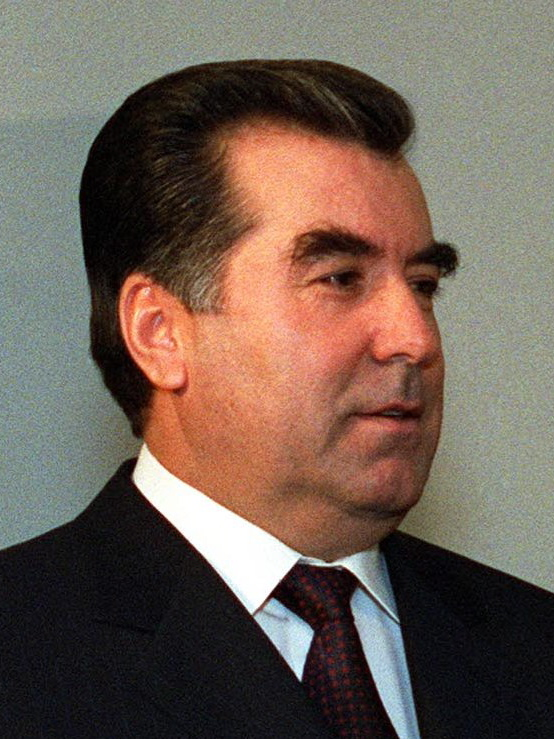
Tadschikistans Präsident Emomalij Rahmon

Palast der Nation, das Parlament

Tadschikistan ist laut seiner Verfassung eine demokratische Präsidialrepublik. Nationalfeiertag ist der 9. September (Tag der Unabhängigkeit). Zu Tadschikistan gehört die Autonome Provinz Berg-Badachschan im Osten des Landes, die 44,5 % der Fläche des Landes umfasst.
Präsident Tadschikistans ist der seit 1994 amtierende und zuletzt 2020 wiedergewählte Emomalij Rahmon, der bei der Wahl am 11. Oktober 2020 90 % aller Stimmen bei rund 85 % Wahlbeteiligung auf sich vereinigen konnte. Vorausgegangen war 2016 eine Verfassungsänderung, welche die maximale Regierungsdauer des Präsidenten verlängerte. Das demokratische Zustandekommen des Ergebnisses wird wie auch in den vorangegangenen Jahren angezweifelt. Zwar gab es – anders als bei der letzten Wahl 2013 – formal vier Gegenkandidaten, aber auf Grund der mangelnden Meinungsfreiheit und der Unterdrückung der Opposition wurde die Wahl von westlichen Beobachtern weder als frei noch als fair eingestuft.
Ende April 2015 lief eine der zentralen Figuren des tadschikischen Sicherheitsapparats, der Kommandeur der tadschikischen OMON („Mobiles Polizeikommando besonderer Bestimmung“), der 40-jährige Oberst Gulmurod Chalimow, zum Islamischen Staat über. Im September 2017 verkündete das Russische Verteidigungsministerium Chalimows Tod.
Am 4. September 2015 kam es nach Regierungsangaben in Duschanbe und in dem ca. 20 km östlich gelegenen Wachdat zu bewaffneten Überfällen auf eine Kaserne bzw. ein Polizeirevier. Dabei sollen acht Polizisten und neun Angreifer ums Leben gekommen sein. Das Innenministerium bezichtigte einige Stunden später den angeblich am Vortag entlassenen Vizeverteidigungsminister General Abduchalim Nasarsoda – im Tadschikischen Bürgerkrieg Kommandant der Vereinigten Tadschikischen Opposition (VTO) mit dem Kampfnamen Hadschi Halim –, hinter den als Umsturzversuch bezeichneten Vorfällen zu stehen und mit der „Islamischen Partei der Wiedergeburt Tadschikistans“ (PIWT) verbunden zu sein, was dieser bestritt. In der Folge wurden Nasarsoda und ca. 60 seiner Anhänger im ca. 45 km nordöstlich Duschanbes gelegenen Romit-Tal nach 12-tägigen Kämpfen getötet. Alternative Quellen legen dagegen unter Verwendung von Zeugenaussagen andere Abläufe und Hintergründe nahe. Danach hätten Nasarsoda und weitere VTO-Anhänger Kenntnis von ihrer bevorstehenden Verhaftung erhalten und seien aus Furcht vor den Haftbedingungen kämpfend aus Duschanbe geflohen, was die Regierung zur endgültigen Zerschlagung der PIWT genutzt habe. Am 4. August 2016 teilte Generalstaatsanwalt Jussuf Rachmon mit, dass bereits 170 Beteiligte der Ereignisse verurteilt worden seien.
Siehe auch: Liste der Regierungschefs von Tadschikistan

### Parlament
Das Parlament, die Oberste Versammlung Tadschikistans, ist ein Zweikammerparlament, das sich aus der Repräsentantenversammlung und dem Nationalrat (Senat) zusammensetzt. Die Repräsentantenversammlung hat 63 Abgeordnete.
Diese verteilten sich 2010 auf die folgenden Parteien:
- Volksdemokratische Partei Tadschikistans 46 Sitze
- Kommunistische Partei Tadschikistans 2 Sitze
- Islamische Partei der Wiedergeburt Tadschikistans 2 Sitze
- Partei der Landwirte 2 Sitze
- Partei der Wirtschaftsreformen 2 Sitze
- Unabhängige 9 Sitze

Die Organisation für Sicherheit und Zusammenarbeit in Europa sah in der Wahl die Verletzung demokratischer Wahlstandards. Hierzu wurde die Verfolgung der Opposition, die Fehlerhaftigkeit der Wahlzettel und die Tatsache, dass einige Familienoberhäupter für alle Wahlberechtigten ihrer Familie abstimmten, angeführt.
Der Nationalrat hat 33 Mitglieder, von denen 25 durch lokale Parlamente gewählt und weitere acht vom Präsidenten ernannt werden.

### Politische Indizes
| Name des Index                     | Indexwert    | Weltweiter Rang | Interpretationshilfe | Jahr |
| ---------------------------------- | ------------ | --------------- | --- | ---- |
| Fragile States Index               | 72,8 von 120 | 72 von 179      | Stabilität des Landes: erhöhte Warnung 0 = sehr nachhaltig / 120 = sehr alarmierend Rang: 1 = fragilstes Land / 179 = stabilstes Land | 2024 |
| Demokratieindex                    | 1,83 von 10  | 159 von 167     | Autoritäres Regime 0 = autoritäres Regime / 10 = vollständige Demokratie                                                              | 2024 |
| Freedom in the World Index         | 5 von 100    | —               | Freiheitsstatus: unfrei 0 = unfrei / 100 = frei                                                                                       | 2024 |
| Rangliste der Pressefreiheit       | 32,2 von 100 | 153 von 180     | Sehr ernste Lage für die Pressefreiheit 100 = gute Lage / 0 = sehr ernste Lage                                                        | 2025 |
| Korruptionswahrnehmungsindex (CPI) | 19 von 100   | 164 von 181     | 0 = sehr korrupt / 100 = sehr sauber                                                                                                  | 2024 |

### Menschenrechte
Durch die autoritäre Regierung kommt es zu Verletzungen der Menschenrechte. Tadschikistan gilt als einer der repressivsten Staaten der Welt. Unter Präsident Emomali Rahmon hat sich ein autoritäres Regime herausgebildet. Amnesty International berichtet über zahlreiche und gravierende Menschenrechtsverstöße. Unter dem Vorwand der Gewährleistung nationaler Sicherheit und Terrorismusbekämpfung würden in Tadschikistan Jahr für Jahr demokratische Grundrechte massiv beschnitten und Oppositionelle gnadenlos verfolgt. 2016 sorgten etwa die drastischen Maßnahmen gegen die Mitglieder der Islamischen Partei der Wiedergeburt Tadschikistans für Schlagzeilen, wobei die Führungsriege der Partei in unfairen und von der Öffentlichkeit geheim gehaltenen Gerichtsprozessen zu langen Haftstrafen verurteilt wurde. Im Dezember 2017 wurde der Journalist und Leiter des Satirevereins KVN Khayrullo Mirsaidow, der zuvor als Medientrainer für die Deutsche Welle tätig war und als eine der letzten kritischen Stimmen in Tadschikistan gilt, unter dem Vorwurf der vermeintlichen Unterschlagung, des Aufrufs zum ethnisch-religiösen Hass und Falschaussagen gegenüber den Sicherheitsbehörden verhaftet.
Gemäß dem Ergebnis des Transformationsindex (BTI) 2018, den die Bertelsmann-Stiftung alle zwei Jahre veröffentlicht, gehört Tadschikistan in Sachen Demokratie, Menschenrechte und Leistungsfähigkeit des Staatsapparats neben Burundi zu den größten Verlierern, da sich die autokratischen Tendenzen in den letzten Jahren verstärkt hätten.

### Bedrohung durch islamistischen Terrorismus
Seit der sowjetischen Invasion in Afghanistan im Jahr 1979 gab es immer wieder Befürchtungen, bewaffnete islamistische Gruppen könnten sich auch im benachbarten Tadschikistan niederlassen. Doch von regionalen Spannungen abgesehen, etwa im Isfara-Tal um Tschorkuh, gelang es dschihadistischen und islamistischen Gruppierungen seit dem Fall der Sowjetunion kaum, nennenswerten Einfluss auszuüben. Seit 2018 häufen sich jedoch die Schlagzeilen mit Bezug auf die Terrormiliz Islamischer Staat in Tadschikistan. Dies wird immer wieder mit einem neuen Vormarsch der Taliban im benachbarten Afghanistan in Verbindung gebracht. Allerdings ist unklar, inwieweit auch die harte Vorgehensweise des autoritären Regimes gegenüber jeglicher Form politischer Opposition zu Zulauf für dschihadistische Terrorgruppen führt. Laut dem im Oktober 2017 veröffentlichten Bericht des in New York ansässigen Soufan Center hätten sich 5000 Kämpfer aus zentralasiatischen Staaten den islamistischen Terrorgruppen im Nahen Osten angeschlossen. 1300 davon sollen aus Tadschikistan stammen.
Im April 2020 nahmen deutsche Sicherheitskräfte in Nordrhein-Westfalen vier Tadschiken mit mutmaßlichen Verbindungen zum Islamischen Staat fest. Die vier Verhafteten sowie ein bereits in Haft sitzender weiterer Tatverdächtiger sollen ursprünglich Aktionen gegen die Regierung in Tadschikistan geplant haben, dann jedoch auf Deutschland als Zielland ausgewichen sein. Im Juli 2020 begann der Anklageprozess gegen den ersten Verdächtigen, der bereits im März 2019 in Untersuchungshaft saß. Zu Geldbeschaffungszwecken für die Terrormiliz IS soll der Beschuldigte erfolglos versucht haben, einen Auftragsmord in Albanien durchzuführen.
Der Gallup Law and Order Index 2023 – ein Bericht des globalen Analyse-Unternehmens Gallup – hat Tadschikistan als das sicherste Land der Welt eingestuft.
Der Bericht 2023 stellt fest, dass die fünf sichersten Länder der Welt im Gallup-Index aufgeführt sind: 1) Tadschikistan – 96; Finnland – 92; Island – 92; Kuwait – 92; und 5) Luxemburg – 92.

### Korruption in der Verwaltung
Das Land zählt zu den korruptesten Staaten der Welt. Die in Washington, D.C. ansässige UN-Nichtregierungsorganisation Freedom House charakterisierte Tadschikistan in ihrem Länderbericht 2019 als „Familien-Kleptokratie“.

### Außenpolitik

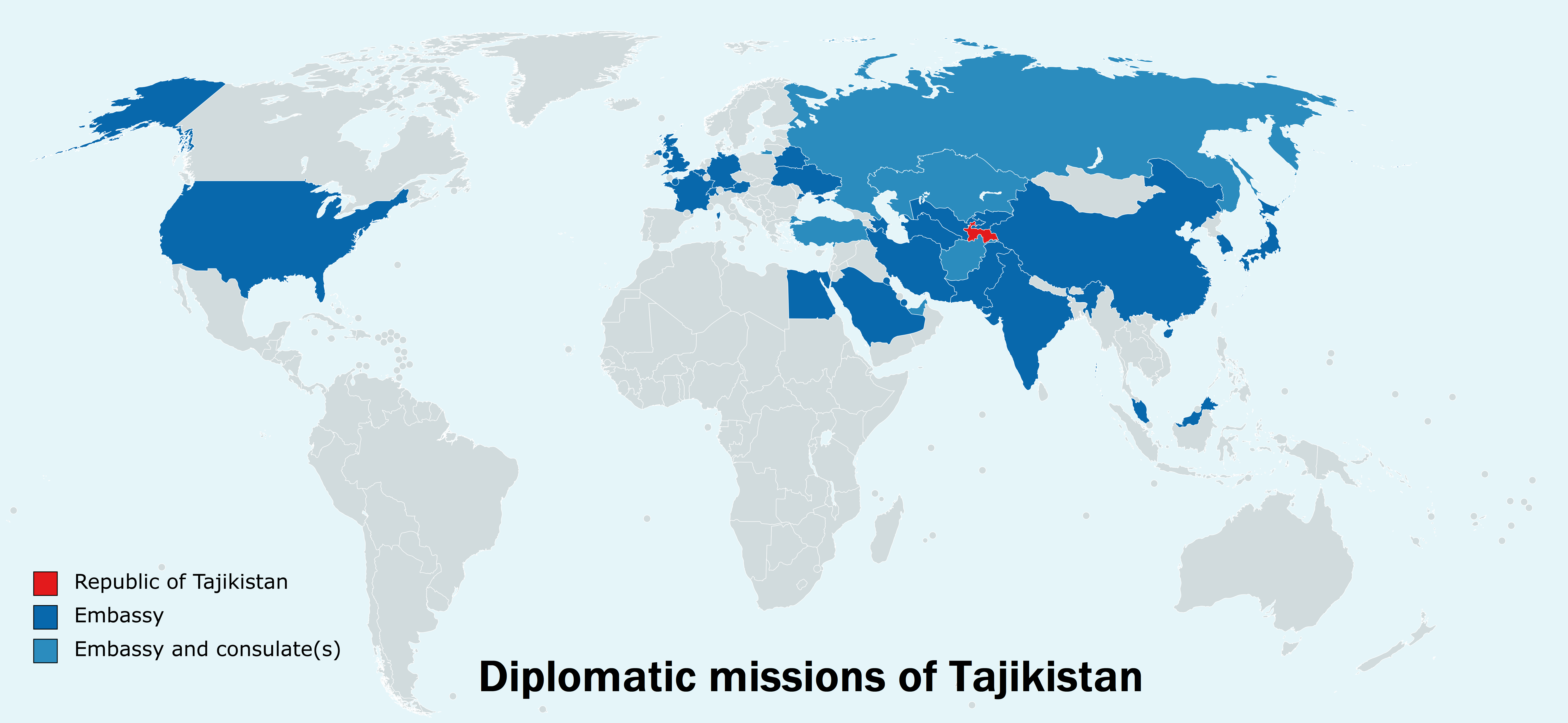
Standorte der diplomatischen Vertretungen Tadschikistans

Tadschikistan ist Mitglied der Shanghaier Organisation für Zusammenarbeit (SCO), der Organisation des Vertrags über kollektive Sicherheit (OVKS), der Gemeinschaft Unabhängiger Staaten (GUS), der Organisation für wirtschaftliche Zusammenarbeit (OWZ), der Organisation für Islamische Zusammenarbeit (OIZ) und der Organisation für Sicherheit und Zusammenarbeit in Europa (OSZE).
Tadschikistan ist aufgrund seiner Binnenlage auf gute Beziehungen mit seinen Nachbarstaaten angewiesen. Wichtigste außenpolitische Partner sind Russland und die Volksrepublik China. Russland unterhält in dem Land eine Militärbasis, auf der rund 7500 russische Soldaten stationiert sind. Der Vertrag über die Militärbasis wurde 2012 bis ins Jahr 2051 verlängert. Russland gilt als Schutzmacht, und über eine Million Menschen tadschikischer Abstammung leben in Russland, was der Beziehung eine zusätzliche politische und kulturelle Bedeutung verleiht. Im Bürgerkrieg 1992–1997 unterstützte Russland die tadschikische Regierung gegen die islamistischen Rebellen.
China wurde in den letzten Jahren als Investor und Handelspartner immer wichtiger für Tadschikistan. Auch die tadschikisch-chinesische Zusammenarbeit auf den Gebieten von Politik und Sicherheit hat sich in den letzten Jahren vertieft. Im Jahr 2017 hat China Russland als größten handelswirtschaftlichen Partner Tadschikistans abgelöst. Beim offiziellen Besuch des Präsidenten Rahmon in Peking im August desselben Jahres ging es hauptsächlich um die Gewährleistung eines chinesischen Kredits in Höhe von 2,3 Milliarden Dollar. Neben Vorteilen warnen die Experten vor den Gefahren einer billigen Kreditpolitik Chinas, die zur verstärkten monetären Abhängigkeit Tadschikistans führen und seine Auslandsschulden erhöhen könne. Diese würde außerdem vor dem Hintergrund früherer territorialer Ansprüche Chinas gegenüber Tadschikistan die nationale Sicherheit des Landes auf das Spiel setzen.
Ein bestimmendes Thema der Außenpolitik sind die Beziehungen zu Kirgisistan. Die unklare Grenzziehung ist Auslöser des Kirgisisch-tadschikischen Grenzkonflikts.
Eine Sonderrolle nimmt zudem das Verhältnis zu Iran ein, mit dem sprachlich und kulturell eine enge Verbindung besteht.
Die Europäische Union formuliert ihre politischen Ziele gegenüber dem Land unter anderen durch ihre EU-Zentralasienstrategie.
Am 2. März 2013 trat Tadschikistan nach zwölfjährigen Verhandlungen als 159. Mitglied der Welthandelsorganisation (WTO) bei.

### Militär
Tadschikistan verfügt über 8000 Soldaten in Heer und Luftwaffe. Weiterhin gibt es Innere Truppen und eine Nationalgarde.
Russland hat in Duschanbe und in Kurgan-Tjube die 201. motorisierte Infanteriedivision stationiert.

### Verwaltung
Tadschikistan gliedert sich in zwei Provinzen (вилоятҳо/wilojatho bzw. ولایتها; in Klammern die Hauptstädte):
- Chatlon (Bochtar)
- Sughd (Chudschand),

eine Autonome Provinz (вилояти мухтор/wilojati muchtor bzw. ولایت مختار):
- Berg-Badachschan (Chorugh),

einen direkt von der Zentralregierung verwalteten Distrikt (Ноҳияҳои тобеъи ҷумҳурӣ bzw. ناحیه‌های تابع جمهوری):
- Nohijahoi tobei dschumhurij (Duschanbe) (dt. der Republik unterstellte Gebiete; ehemalige Provinz Karotegin (Kofarnihon))

sowie die Hauptstadt Duschanbe, die einen Sonderstatus (шаҳр/schahr bzw. شهر, dt. „Stadt“) besitzt.
| Verwaltungseinheit          | ISO 3166-2 | Hauptstadt | Fläche [km²] | Einwohner (2011) | Nr. |
| --------------------------- | ---------- | ---------- | ------------ | ---------------- | --- |
| Sughd                       | TJ-SU      | Chudschand | 26.100       | 2.228.000        | 1   |
| Nohijahoi tobei dschumhurij | TJ-RA      | Duschanbe  | 28.400       | 1.710.000        | 2   |
| Chatlon                     | TJ-KT      | Bochtar    | 24.600       | 2.766.000        | 3   |
| Berg-Badachschan            | TJ-BG      | Chorugh    | 63.700       | 0.226.000        | 4   |
| Duschanbe                   | TJ-DU      | Duschanbe  | 00.300       | 0.720.300        |     |

Quelle: Statistisches Jahrbuch, Duschanbe, 2006 (russisch)
Die Provinzen, die autonome Provinz und der von der Zentralregierung verwaltete Bezirk sind in insgesamt 58 Distrikte (Nohija) gegliedert, Duschanbe zudem in vier Stadtdistrikte.

## Wirtschaft

### Überblick

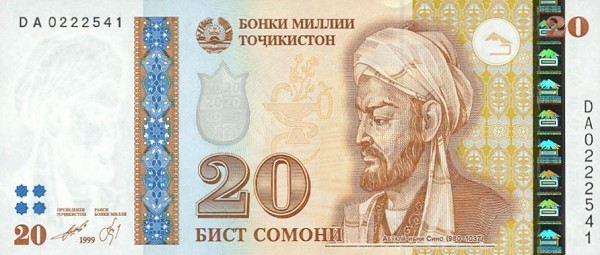
20-Somoni-Geldschein mit einem Porträt von Avicenna

Das Bruttoinlandsprodukt (BIP) für 2017 wird auf 7,3 Milliarden US-Dollar geschätzt. In Kaufkraftparität beträgt das BIP 28,4 Milliarden US-Dollar oder 3200 US-Dollar je Einwohner. Damit gehört Tadschikistan zu den ärmsten Ländern der Erde und ist die ärmste der ehemaligen Sowjetrepubliken. Erschwerend für die wirtschaftliche Entwicklung ist die Tatsache, dass Tadschikistan ein Binnen-Entwicklungsland (ohne Meereszugang) ist. Die Anteile der Industrie am BIP und an der Beschäftigung beliefen sich 2016 auf 15,1 % bzw. 10,6 %, die des Dienstleistungssektors auf 64,2 % bzw. 46,4 %.
Die Hauptwirtschaftszweige des Landes sind der Bergbau, die Metallverarbeitung und die Landwirtschaft. Tadschikistans Wirtschaft ist stark abhängig von den Rücküberweisungen der in Russland als Gastarbeiter lebenden und arbeitenden ca. 1,3 Millionen Auslandstadschiken. Schätzungen zufolge machen ihre Überweisungen nach Angaben der Weltbank ein Drittel der Wirtschaftsleistung bzw. des tadschikischen Bruttoinlandsproduktes aus. Durch die Auslandsüberweisung kann Tadschikistan sein hohes Handelsbilanzdefizit teilweise ausgleichen.
Gemäß dem Doing-Business-Bericht der Weltbank von 2020 befindet sich Tadschikistan auf Platz 106.
Das Land führt eine Wertpapierbörse – die Central Asian Stock Exchange.
| Jahr                                    | 2010  | 2015  | 2016  | 2017  | 2018  | 2019  | 2020  | 2021  | 2022  | 2023  |
| --------------------------------------- | ----- | ----- | ----- | ----- | ----- | ----- | ----- | ----- | ----- | ----- |
| BIP in Mrd. USD (Kaufkraftparität)      | 15,3  | 23,3  | 25,1  | 27,4  | 28,6  | 33,0  | 35,6  | 39,7  | 46,0  | 51,5  |
| BIP pro Kopf in USD (Kaufkraftparität)  | 2.002 | 2.726 | 2.879 | 3.073 | 3.137 | 3.549 | 3.760 | 4.114 | 4.673 | 5.148 |
| BIP-Wachstum (real)                     | 6,5 % | 6,0 % | 6,9 % | 7,1 % | 7,6 % | 7,4 % | 4,4 % | 9,4 % | 8,0 % | 8,3 % |
| Inflation (in Prozent)                  | 6,5 % | 5,8 % | 5,9 % | 7,3 % | 3,8 % | 7,8 % | 8,6 % | 9,0 % | 6,6 % | 3,7 % |
| Staatsverschuldung (in Prozent des BIP) | 37 %  | 35 %  | 42 %  | 46 %  | 47 %  | 43 %  | 52 %  | 42 %  | 33 %  | 31 %  |

### Landwirtschaft
Nach wie vor ist die Bedeutung der Landwirtschaft sehr groß. Sie trug 2016 mit 20,7 % zum BIP bei, während 43,0 % der Erwerbstätigen in der Landwirtschaft arbeiteten. Nur etwa 7 % des Landes sind landwirtschaftlich intensiv nutzbar. Einen Schwerpunkt bildet der Anbau von Baumwolle. Die Anpflanzung von Getreide, Gemüse, Obst und Tabak ist sekundär. Die extensive Bewässerung trägt dabei massiv zur Erosion, Bodenversalzung und zum Austrocknen des Flusses Pandsch bei. Daneben werden Rinder, Schafe und Ziegen gehalten sowie Seidenraupen gezüchtet.

### Bodenschätze und Industrie
Das Land verfügt über Reserven an Erdöl, Erdgas und Braunkohle. Wichtigstes Exportgut mit einem Anteil von 50 % an den Exporterlösen ist Aluminium aus der Aluminiumfabrik TALCO in Tursunsoda; 23 % werden durch den Export von Elektrizität, die durch Wasserkraft überwiegend am Nurek-Staudamm erzeugt wird, erzielt. Derzeit sind weitere Wasserkraftwerke unter anderem mit russischer und chinesischer Unterstützung in Bau oder in Planung.
Geplant ist ein internationales Hochspannungsnetz CASA 1000. Dieses Projekt soll die technische und infrastrukturelle Basis für den Energieexport Tadschikistans und Kirgisistans nach Afghanistan und Pakistan ermöglichen.
Zusätzlich kommen in Tadschikistan weitere Erze einschließlich Zinn, Blei, Antimon, Seltene Erden, Quecksilber, Silber, Gold und Uran vor, die zum Teil noch abgebaut und verhüttet werden.
Die Hinterlassenschaften des Uranbergbaus, der im Norden des Landes bis Anfang der 1990er Jahre stattfand, führen mit Abraumhalden, Absetzseen und technischen Einrichtungen zu einer möglichen Gefährdung der Bevölkerung, des Trinkwassers und der Umwelt in diesen Regionen durch radioaktive Stoffe.

### Staatshaushalt
Der Staatshaushalt umfasste 2016 Ausgaben von umgerechnet 1,98 Mrd. US-Dollar, dem standen Einnahmen von umgerechnet 1,81 Mrd. US-Dollar gegenüber. Daraus ergibt sich ein Haushaltsdefizit in Höhe von 2,9 % des BIP.

Die Staatsverschuldung betrug 2016 35,3 % des BIP.
2020 betrug der Anteil der Staatsausgaben (in Prozent des BIP) folgender Bereiche:
- Gesundheit: 8,2 %
- Bildung: 5,9 %
- Militär: 1,2 % (2023)

## Infrastruktur

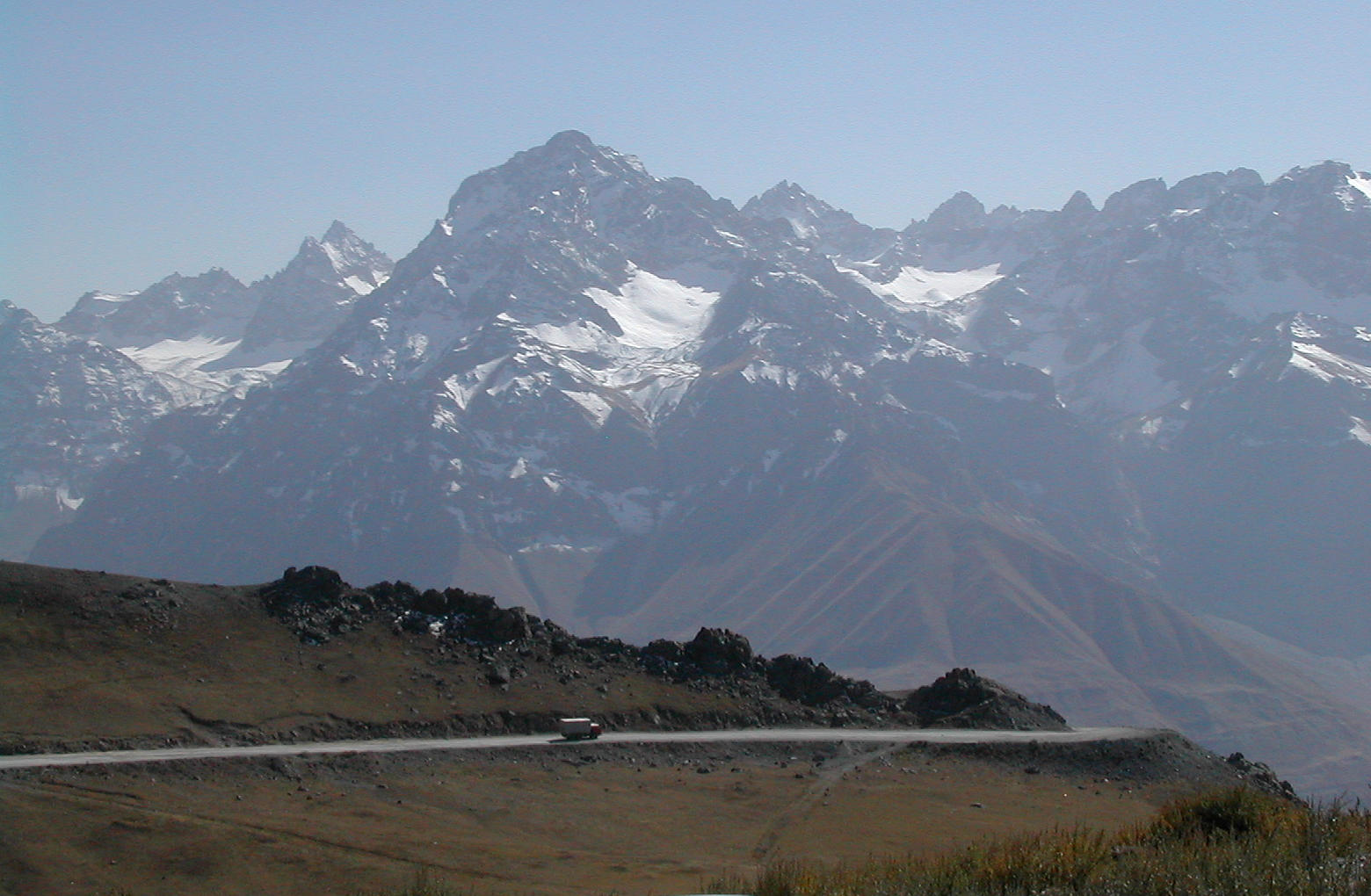
Fernstraße M34 unweit des Ansob-Passes über das Hissargebirge

Die Verkehrserschließung Tadschikistans ist aufgrund der Oberflächengestalt des Landes sehr schwierig.

### Straßen
Der Verkehr stützt sich vor allem auf das nur mangelhaft ausgebaute ca. 28.000 Kilometer lange Straßennetz. Der Pamir Highway ist die einzige Fernstraße des Landes. Er durchquert das Land von Westen nach Osten bzw. Norden und ist die einzige Verbindungsstraße durch die osttadschikische Region Berg-Badachschan. Von Chorugh aus erfolgt über die Fernstraße die Anbindung an die kirgisische Stadt Osch.
Seit den 2000er Jahren wurden mehrere wichtige Ausbauprojekte im Straßennetz realisiert.
Im Zuge des Ausbaus der Fernstraße M34 wurden 2006 der Ansob-Tunnel und 2012 der Schahriston-Tunnel unter den Bergen der Turkestankette eröffnet. Damit entstand auch eine im Winter nutzbare Straßenverbindung zwischen der Hauptstadt Duschanbe und Chudschand, der zweitgrößten Stadt des Landes, sowie dem hier beginnenden Ferghanatal, einem kulturellen und wirtschaftlichen Zentrum im Zentralasien.
Seit 2007 gibt es bei Pandschi Pojon (ehemals russisch Nischni Pjandsch) an der Grenze zwischen Afghanistan und Tadschikistan die Tadschikistan–Afghanistan-Brücke über den Grenzfluss Pandsch. Sie ist 670 Meter lang und wurde weitgehend von den USA finanziert. Die Brücke verkürzt die Transportwege in der Region erheblich. Seitdem können bei diesem Übergang um ein Vielfaches mehr Fahrzeuge den Fluss überqueren.

### Eisenbahn
Das Land verfügt über Eisenbahnstrecken von insgesamt 510 Kilometern Länge. Die Hauptstadt Duschanbe ist durch die Transkaspische Eisenbahn an das internationale Eisenbahnnetz angeschlossen, mit der Verbindungen über Taschkent nach Moskau bestehen. Seit 2016 sind die bisher isolierten Netze von Duschanbe und Bochtar in das usbekische Termiz durch eine neu gebaute Gebirgsstrecke zwischen Wahdat und Jovon direkt über tadschikisches Territorium miteinander verbunden. Der grenzüberschreitende Verkehr nach Termiz war jedoch wegen einer gesprengten Brücke seit November 2011 unterbrochen. Nach deren Reparatur konnte diese Verbindung entlang des Amudarja Anfang März 2018 wieder eröffnet werden.
2018 lag die baureife Planung einer grenzüberschreitenden Eisenbahnstrecke von Balch über Pandschi Pojon, den Grenzfluss Pandsch nach Schir Chan Bandar in Afghanistan vor. Mit dem Bau sollte Ende 2018 begonnen werden. Darüber hinaus wird eine Verlängerung bis Kundus erwogen.

## Kultur
Die Tadschiken sind sprachlich, kulturell und ethnisch eng mit den Persern verwandt und stellen auch im Nachbarland Afghanistan einen Bevölkerungsanteil von 30 Prozent. Zu den ältesten und wichtigsten Bräuchen des Landes gehört das traditionelle Neujahrsfest, Nouruz, das am Frühlingsanfang feierlich begangen wird. Das Wappen Tadschikistans ist eine Reinterpretation des Wappens aus der Zeit vor dem Zusammenbruch der Sowjetunion 1991.

### Architektur
Die traditionellen Lehmhäuser in den Altstadtvierteln (Mahalla) und Dörfern (Kischlak) im Westen des Landes sind um einen Innenhof errichtet und von der Außenwelt durch eine hohe fensterlose Umfassungsmauer getrennt, durch die nur ein hölzernes Tor hineinführt. Die Wohnhäuser, Stallungen und Nebengebäude sind mit einem Flachdach aus Holzbalken und Lehm gedeckt, das von einem meist aus Wellblech bestehenden Satteldach überragt wird, unter dessen Schutz Winterfutter für die Tiere lagert. Im Sommer bildet der Innenhof den hauptsächlichen Lebensraum der Familie. Eine im Innenhof aufgestellte, quadratische hölzerne Plattform (Taptschan) dient als Schlafstätte, Ruhe- und Essplatz. Das Essen wird dort auf einem Tischtuch (Dastarchan) serviert.

### Weltkulturerbe
Auf der Liste des materiellen UNESCO-Welterbes sind folgende Architektur- und Naturdenkmäler eingetragen:
- Proto-urbane Stätte von Sarasm
- Seidenstraße: Zarafshan-Karakum-Korridor

- Tadschikischer Nationalpark
- Tugay-Wälder des Tigrowaja-Balka-Naturreservats

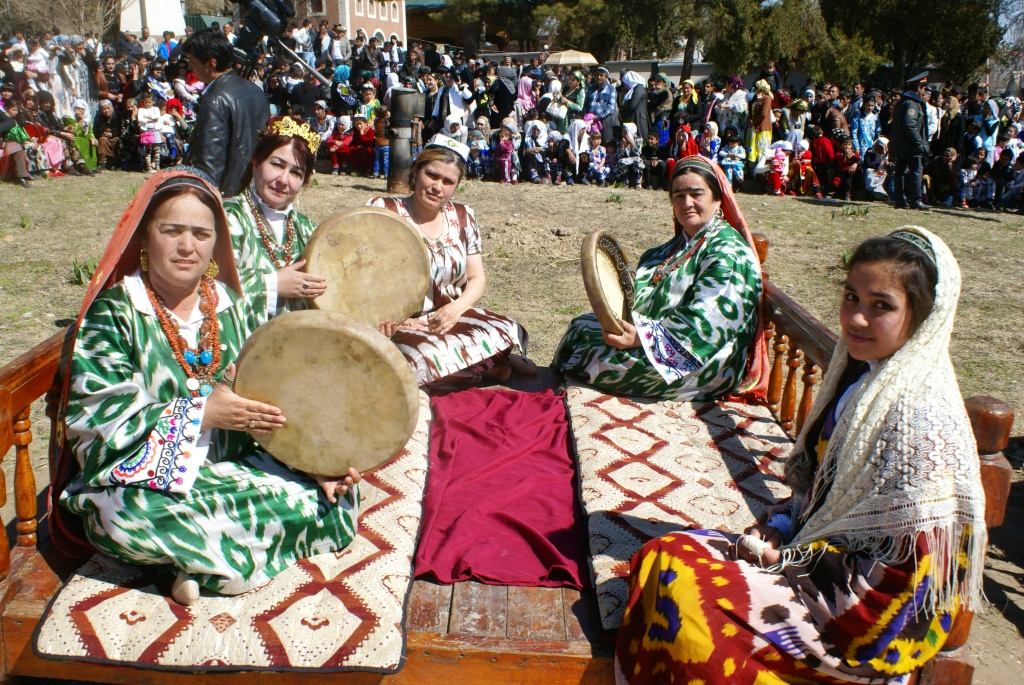
Tadschikische Daira-Musikerinnen in Adras-Gewändern, 2015

Auf der Repräsentativen Liste des immateriellen Kulturerbes der Menschheit der UNESCO finden sich unter anderem folgende kulturelle Ausdrucksformen Tadschikistans:
- Oshi Palav, traditionelles Mahl und seine sozialen und kulturellen Kontexte
- Die Kunst der Chakan-Stickerei
- Erzähltradition der Nasreddin-Anekdoten (gemeinsam mit Aserbaidschan, Kasachstan, Kirgisistan, Türkei, Turkmenistan, Usbekistan)
- Die Kunst der Illumination: Təzhib/Tazhib/Zarhalkori/Tezhip/Naqqoshlik (gemeinsam mit Aserbaidschan, Iran, der Türkei und Usbekistan)
- Das Sadeh/Sada-Fest (gemeinsam mit Iran)
- Traditionelles Wissen und Fähigkeiten zur Herstellung der Atlas- und Adras-Stoffe

### Musik
Die tadschikische Musik wird in eine Kunstmusik mit Wurzeln hauptsächlich in der persischen Tradition, die in den Städten im Westen des Landes und im Ferghanatal gespielt wird, und in eine Volksmusik im Süden und in den ländlichen Regionen unterteilt. Der wichtigste Stil der im Emirat Buchara gepflegten Kunstmusik ist der Schaschmaqam. Die Gesangsstimme wird von verschiedenen gezupften Langhalslauten, der Streichlaute Ghichak und der Rahmentrommel Doira begleitet. Beliebte Vokalstile der Volksmusik heißen Falak und Katta Aschula. In der eigenen Musiktradition von Badachschan dient vor allem die Laute Rubab der Gesangsbegleitung. Seit Anfang des 20. Jahrhunderts verbinden eine Reihe von tadschikischen Komponisten den Schaschmaqam und andere eigene Stile mit westlicher klassischer Musik.

### Medien
Zu den Medien in Tadschikistan gehören 268 Zeitungen, 136 Zeitschriften (Publikum-, Fachzeitschriften usw.) und acht Presseagenturen. Die Nichtregierungsorganisation Reporter ohne Grenzen sieht in Tadschikistan eine sehr ernste Lage für die Pressefreiheit.
Im Jahr 2017 nutzten 22 Prozent der Einwohner Tadschikistans das Internet.

### Sport
Die beliebteste Sportart in Tadschikistan ist Fußball. Die Fußball-Asienmeisterschaft 2024 ist das bisher einzige große internationale Turnier, für das sich die Mannschaft qualifizieren konnte. Überraschend schaffte sie es dort bis in das Viertelfinale. Die Frauen-Nationalmannschaft begann erst 2017 ihren Spielbetrieb und hat seither noch kein erfolgreiches Turnier gespielt.
Bei den Olympischen Sommerspielen 2008 in Peking gewann der Judoka Rassul Boqijew Bronze und damit die erste olympische Medaille für Tadschikistan überhaupt. Die erste Goldmedaille für Tadschikistan gewann der Hammerwerfer Dilschod Nasarow bei den Olympischen Sommerspielen 2016 in Rio de Janeiro. Special Olympics Tadschikistan wurde 1990 gegründet und nahm mehrmals an Special Olympics Weltspielen teil.